# Антипорт
Некоторые белки функционируют как котранспортные системы, в которых перенос одного растворенного вещества зависит от одновременного или последовательного переноса другого вещества либо в том же направлении, либо в противоположном.
Антипорт — перенос другого вещества в противоположном направлении. Например, натрий-калиевый насос в эукариотических плазматических мембранах работает по принципу антипорта, качая ионы натрия из клетки, а ионы калия — внутрь клетки.